# 황갈색머리마모셋
황갈색머리마모셋(Callithrix flaviceps)은 비단원숭이과에 속하는 영장류의 일종이다. 마모셋 중의 하나로 브라질 남동부의 우림에 산다.